# Will Hoskins
Pour les articles homonymes, voir Hoskins.
William Richard Hoskins, connu sous le nom de Will Hoskins (né à Nottingham le 6 mai 1986), est un footballeur anglais. Il joue depuis 2014 au poste d'ailier pour Oxford United.

## Carrière
À l'âge de 25 ans, Will Hoskins quitte les Bristol Rovers et signe un contrat de deux ans à Brighton & Hove Albion, nouvellement promu en Football League Championship. Le joueur était alors une cible de longue date de l'entraîneur de Brighton Gustavo Poyet qui se dit admiratif du talent du joueur. Quelques jours plus tard, alors que l'entraîneur de son ancien club, Paul Trollope, avait été licencié en milieu de saison, Hoskins se sent libre d'attaquer les dirigeants des Rovers et d'afficher son soutien à Trollope à qui « on n'a pas laissé assez de temps ».
Le 14 mai 2014 il est libéré du club.
Le 25 août 2014 il rejoint Oxford United.